# Льюрдр
Льюрдр (фр. Liourdres, окс. Liordres) — коммуна во Франции, находится в регионе Лимузен. Департамент — Коррез. Входит в состав кантона Больё-сюр-Дордонь. Округ коммуны — Брив-ла-Гайярд.
Код INSEE коммуны — 19116.
Коммуна расположена приблизительно в 440 км к югу от Парижа, в 115 км юго-восточнее Лиможа, в 38 км к югу от Тюля.

## Население
Население коммуны на 2008 год составляло 208 человек.
| 1962 | 1968 | 1975 | 1982 | 1990 | 1999 | 2008 |
| ---- | ---- | ---- | ---- | ---- | ---- | ---- |
| 244  | 266  | 253  | 224  | 205  | 181  | 208  |

## Администрация
| Период | Период | Фамилия     | Партия | Примечания |
| ------ | ------ | ----------- | ------ | ---------- |
| 1995   | 2008   | Ив Нуайе    |        |            |
| 2008   |        | Люси Баррад |        |            |

## Экономика

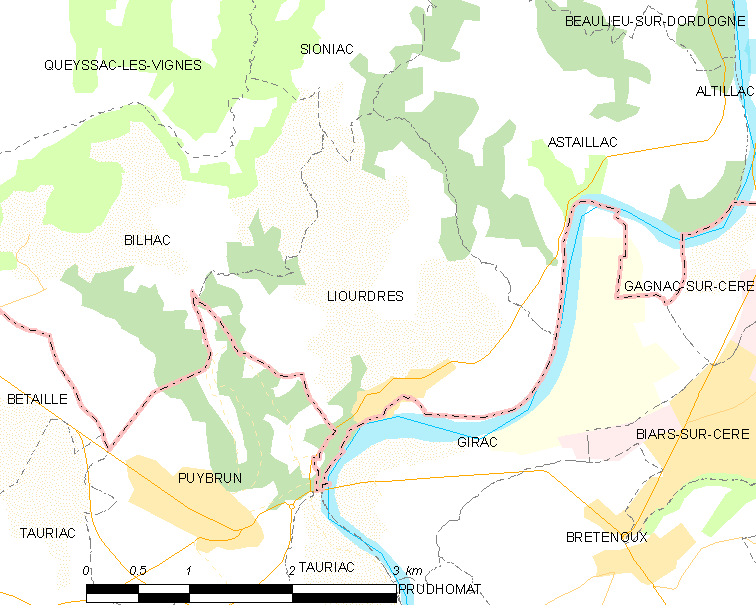
Карта коммуны

В 2007 году среди 115 человек в трудоспособном возрасте (15-64 лет) 75 были экономически активными, 40 — неактивными (показатель активности — 65,2 %, в 1999 году было 76,4 %). Из 75 активных работали 74 человека (41 мужчина и 33 женщины), безработным был 1 мужчина. Среди 40 неактивных 5 человек были учениками или студентами, 25 — пенсионерами, 10 были неактивными по другим причинам.